# Nintendo Switch OLED model
Uzasadnienie: analogicznie jak na en.wiki - wystarczy krótka sekcja w haśle głównym opisująca zmienione parametry
Nintendo Switch OLED model – najmocniejszy i najnowszy model przenośnej konsoli gier wideo firmy Nintendo wydany 8 października 2021. Jest to ulepszony wariant konsoli Nintendo Switch z m.in. lepszym wyświetlaczem oraz większą ilością pamięci. 

## Specyfikacja techniczna
Model OLED posiada 7-calowy wyświetlacz OLED z wyrazistymi kolorami oraz smuklejszymi ramkami. Wymiary tej konsoli to 102mm x 242mm x 13.9mm (wraz z Joy-Conami) Posiada 64 GB wewnętrznej pamięci, a nie 32 GB jak zwykły model. Model OLED posiada szeroką wbudowaną podstawkę oraz tak jak oryginał obsługuje Joy-Cony. Konsola posiada również wbudowane głośniki. Stacja dokująca konsoli posiada dwa porty USB, port HDMI do podłączenia do telewizora oraz port przewodowej sieci LAN, który nie pojawił się w poprzednich modelach konsoli.

## Porównanie z oryginałem
| Nazwa       | Nintendo Switch                                                                            | Nintendo Switch OLED model                          |
| Konsola     |                                                                                            | Nintendo Switch OLED-Modell (BeatEmUps) 20211001 07 |
| Generacja   | Ósma                                                                                       | Ósma                                                |
| Premiera    | 3 marca 2017                                                                               | 8 października 2021                                 |
| CPU         | zmodyfikowana Nvidia Tegra X1                                                              | Nvidia Custom Tegra                                 |
| GPU         | Nvidia Tegra X1 (Maxwell drugiej generacji) do 1GHz, 256 rdzeni CUDA                       | Nvidia Custom Tegra                                 |
| Kontrolery  | Joy-Con, Pro Controller                                                                    | Joy-Con, Pro Controller                             |
| Wyświetlacz | 6,2 cala, 1280 × 720 LCD @ 237 ppi, maksymalnie 1080p zadokowany, 720p w trybie przenośnym | 7-calowy OLED, 1280 x 720                           |
| Bateria     | 4310 mAh                                                                                   | 4310 mAh                                            |
| Waga        | 297 g                                                                                      | 320 g                                               |